# Bitva u Gallipoli
Bitva u Gallipoli proběhla 29. května 1416 v Marmarském moři mezi poloostrovem Gallipoli a ostrovem Marmara. Benátská flota složená z deseti galér v ní rozdrtila loďstvo osmanské říše čítající 32 galér a galeot a zajistila si tak na několik desítek let námořní dominanci ve východním Středomoří.